# لا پالوماس (نیومکزیکو)
لا پالوماس (به انگلیسی: Las Palomas) یک منطقهٔ مسکونی در ایالات متحده آمریکا است که در نیومکزیکو واقع شده‌است. لا پالوماس ۱۷۳ نفر جمعیت دارد و ۱٬۳۰۰٫۹ متر بالاتر از سطح دریا واقع شده‌است.